# Paata Burtxuladze
Paata Burtxuladze, conegut també internacionalment com a Paata Burchuladze o Paata Burtschuladse (en alfabet georgià პაატა ბურჭულაძე) (Tbilisi, 12 de febrer de 1955), és un cantant d'òpera georgià amb veu de baix.

## Biografia
Burtxuladze va estudiar amb el mestre Olimpi Txelaixvili a Tbilisi. Ja en els seus temps d'estudiant va cantar en el Teatre estatal per a òpera i ballet Sakhari Paliaixvili amb gran èxit. Va debutar a Tbilisi com a Mefistòfil l'any 1975. Gràcies al seu talent va obtenir una beca per a continuar la seua educació a Milà amb Giulietta Simionato i Eduardo Müller.

### Carrera i distincions
L'any 1981 va guanyar el primer premi en el concurs de cant Voci Verdiane a Busseto, Itàlia. El 1982 va obtenir la medalla d'or i primer premi en el famós Concurs Txaikovski de Moscou. El 1985 va triomfar en el de Luciano Pavarotti a Filadèlfia, Estats Units d'Amèrica. Després de triomfar en tan importants concursos, va poder començar una brillant carrera en els principals teatres d'òpera d'Europa i Amèrica del Nord.
Va tenir un gran èxit en el seu debut en el Covent Garden com Ramfis en Aida l'any 1984, junt amb el tenor Luciano Pavarotti com Radamés. No menys triomfals van ser les seues primeres aparicions en La Scala de Milà i en la Staatsoper de Viena, amb Luisa Miller de Verdi, de nou junt amb Pavarotti.
La seua primera aparició en el Metropolitan Opera va ser com Basilio l'any 1989. Herbert von Karajan, que va qualificar-lo de "segon Txaliapin", va portar-lo al Festival de Salzburg, on va actuar diverses vegades. Una altra fita en la seua carrera va ser la interpretació de Borís Godunov en la sessió inaugural de la temporada 1990-1991 del Metropolitan.

### Veu i repertori
Burtxuladze posseeix una de les veus de davall amb un timbre més bell i amb major volum del segle xx, que és capaç de manejar amb una gran expressivitat. Junt amb l'estatunidenc Samuel Ramey i el finlandès Matti Salminen, constitueixen les veus més destacades del registre de baix de les últimes dècades del segle xx i principis del XXI.
El repertori de Burtxuladze inclou, principalment, els grans papers verdians per a baix com ara el Felip II de Don Carlos; a més, ha treballat el repertori rus: Borís Godunov, príncep Gremin d'Eugene Onegin, Dosifey en Khovanshchina, el Khan Kontxak d'El príncep Ígor; i, finalment, els més importants papers de baix de l'escola francesa.
Ha participat en nombroses ocasions en les temporades del Gran Teatre del Liceu de Barcelona
També ha treballat l'ampli repertori de cançons de diversos compositors russos, gènere en el qual és reconegut com un gran intèrpret.
Segons la musicòloga Elizabeth Forbes, la "magnífica veu fosca i la imponent estatura de Burchuladze són ideals tant per al repertori rus com per als papers de baix de Giuseppe Verdi". També ha estat descrit pels crítics de música clàssica com actuant "astut, greu", sent "imposant" i "meravellosament amenaçador". Burchuladze va anunciar que deixaria la música per centrar-se en el seu nou paper polític el maig de 2016.

## Obra solidària i activitats civils
Burchuladze va crear la fundació benèfica Iavnana el gener de 2004 i a través d'ella va organitzar desenes de concerts i esdeveniments per donar suport a nens i famílies vulnerables a Geòrgia. Va ser ambaixador de bona voluntat de les Nacions Unides el 2006 i ambaixador de bona voluntat d'UNICEF a Geòrgia el 2010.
El novembre de 2015, Burchuladze va establir la Fundació per al Desenvolupament de Geòrgia, un moviment cívic, que s'esperava que es convertís en un partit polític abans de les eleccions parlamentàries previstes per a l'octubre de 2016. Burchuladze va subratllar que la seva nova organització no era un partit polític i el va descriure com un grup de defensa pro-democràcia i pro-occidental. Va establir oficines a Washington i Los Angeles amb l'objectiu declarat de conscienciar Geòrgia als Estats Units, l'ajuda de la qual, segons Burchuladze, era essencial per reduir les amenaces procedents de Rússia.
Una enquesta d'opinió del març de 2016 encarregada per l'Institut Republicà Internacional va mostrar que la Fundació per al Desenvolupament de Geòrgia de Burchuladze no es trobava gaire enrere de la coalició governant del Somni Georgià i del principal moviment opositor Moviment Nacional Unit, obtenint un 12%, 19% i 18%, respectivament. El 12 de maig de 2016, Burchuladze va anunciar la fundació d'una nova organització política, State for the People, i la seva intenció de participar en les properes eleccions parlamentàries. Dos mesos després del fracàs del partit a les eleccions, el desembre de 2016, Burchuladze va anunciar la seva retirada de la política i el seu retorn a l'òpera. El juliol de 2017, Burchuladze es va convertir en el director de la divisió d'òpera del Teatre Mikhailovsky amb seu a Moscou, un dels teatres d'òpera i ballet més antics de Rússia.

## Premis seleccionats
- Artista popular - Geòrgia, 1985
- Shota Rustaveli State Prize – Geòrgia, 1991
- Ordre d'Honor - Geòrgia, 1997, 2003
- Kammersänger – Staatsoper Stuttgart, 1998
- Ciutadà d'honor de Tbilisi - Ajuntament de Tbilisi, 2001
- Ordre d'Excel·lència Presidencial - Geòrgia, 2010
- Orde de l'Estrella d'Itàlia - Itàlia, 2010 c[8]
- Ordre d'Or de Sant Jordi – Patriarcat de l'Església Ortodoxa de Geòrgia, 2010
- Creu d'Honor per a la Ciència i l'Art 1r Classe – Àustria, 2014

## Discografia
- Recitals (Àries i cançons).
- Ernani (Silva) amb Pavarotti i Sutherland.
- Aida (Ramfis) amb Pavarotti.
- La forza del destino (Pare Guardià) amb Josep Carreras.
- Eugene Onegin (príncep Gremin) amb Mirella Freni i Neil Shicoff.